# スピーゲル
スピーゲル（ドイツ語: Spiegeleisen、スピーゲルアイゼン、ドイツ語の「鏡」＋「鉄」）は、マンガンと鉄の合金である。主として製鋼の副原料として脱酸剤・脱硫剤として使用された。
成分の例は鉄に15％のマンガンと少量の炭素・シリコンからなる。製鋼技術の初期に用いられた。現在ではマンガンの量の多いフェロマンガンが用いられる。